# رب شمس نمران
رب شمس نمران (نحو 120م - 190م): ملك سبأ وذي ريدان، وتعود أصوله إلى بني بتع.قبل وصوله إلى العرش، كان رب شمس نمران البتعي قيل - أمير - ثلث ذي حملان من إتحاد سمعي منذ منتصف القرن الثاني الميلادي،ومن المثير للاهتمام أن النقش (J.R 2006-19) يشير إلى رب شمس وهو أحد زعماء الطبقة الأرستقراطية القبلية السبئية قد تعهد بالولاء إلى الملك الحميري ذمار علي يهبر، وحدث ذلك خلال فترة سيطرة الملك الريداني على العاصمة مأرب والأراضي السبئية.بعد خمسة وعشرين سنة تقريباً من النقش السابق، نرى رب شمس نمران حاكماً ومعاصراً للملك ثأران يعب يهنعم بن ذمار علي يهبر، والذي خاضا معاً صراعاً عنيفاً؛ بهدف تحقيق مشروع ملك سبأ وذي ريدان وإثبات الأحقية.
تولى رب شمس نمران عرش سبأ بعد الملك أنمار يهأمن فيما بين العام (180م - 190)، ولدينا من فترة حكمه تسعة نقوش، معظمها ذات طابع نذري تتحدث عن تقديم نذور للآلهة.وقد اتخذ رب شمس نمران لقب (ملك سبأ وذي ريدان)، وهو لقب يدل على تحديه للجانب الريداني، ومعلناً بذلك مواصلة القتال مع ملوك ذي ريدان. وهو أول من أعاد لقب ملك سبأ وذي ريدان إلى الجانب السبئي منذ فترة الصلح الذي عقده يريم أيمن بين وهب إل يحز ملك سبأ وذمار علي يهبر ملك سبأ وذي ريدان.
كان بداية عهد رب شمس نمران إمتداداً لعهد أنمار يهأمن من خلال الحملات العديدة التي خاضها مع الملك ثأران يعب يهنعم.وقد زعم أتباع رب شمس نمران أن البادئ في تلك الحروب كان ثأران يعب يهنعم. ويتحدث النص (جبل كنن 2017-1) عن حملة عسكرية قام بها الملك رب شمس نمران بمساندة علهان نهفان، والتي واجهوا فيها الجيش الحميري برئاسة ثأران يعب يهنعم ملك سبأ وذو ريدان، وفيهم قبيلة قشم من قبيل ذماري. ودار الصراع في أراضي قبيلة ذماري على حدود فروعها "سمهر" و"قشم". وبعد صد الهجوم الحميري في المنطقة، قام جيش رب شمس نمران من منطقة نعض  بمطاردة العدو إلى سهل ذمار وحتى قصر ريام، ربما في يكلا (النخلة الحمراء حالياً)، المقر الرئيسي لقبيلة قشم. وبعد ذلك بقليل انسحبت قوات الملك رب شمس نمران إلى مدينة نعض.
هناك أيضا ثلاث نقوش تعود إلى رب شمس نمران تشير إلى الحدث لآنف الذكر،  وتناول النقش الأول (Gl 1193) خبر معارك قام بها أتباع الملك رب شمس نمران ضد الذماريين "أهل ذمار". أما النقش الثاني (RES 4138) فيحدثنا عن عودة قادة الملك رب شمس نمران من حملاتهم العسكرية في مدينة نعض آمنين.أخيرًا النقش (YM 18307)، ويذكر فيه الملك رب شمس نمران غزواته على أرض حمير، أثناء "الحروب بين ملوك سبأ وذو ريدان".